# Lesandra
Lesandra (lat. Smyrnium) biljni rod iz porodice Umbeliferae, dio tribusa Smyrnieae. Postoji pet priznatih vrsta rasprostranjenih od Makaronezije na istok preko Sredozemlja  sve do Turkmenistana i Afganistana (uključujući i Kavkaz).
U Hrvatskoj rastu okriljena lesandra (Smyrnium perfoliatum); zelenkasta lesandra (S. olusatrum); i okruglolisna lesandra (S. perfoliatum subsp. rotundifolium)

## Vrste
1. Smyrnium connatum Boiss. & Kotschy
2. Smyrnium cordifolium Boiss.
3. Smyrnium creticum Mill.
4. Smyrnium olusatrum L.
5. Smyrnium perfoliatum L.